# Lake Chittering
Lake Chittering är en sjö i Australien. Den ligger i delstaten Western Australia, omkring 62 kilometer norr om delstatshuvudstaden Perth. Lake Chittering ligger 125 meter över havet. Arean är 0,46 kvadratkilometer. Den sträcker sig 1,4 kilometer i nord-sydlig riktning, och 1,1 kilometer i öst-västlig riktning.
I omgivningarna runt Lake Chittering växer huvudsakligen savannskog. Runt Lake Chittering är det mycket glesbefolkat, med 2 invånare per kvadratkilometer. Genomsnittlig årsnederbörd är 649 millimeter. Den regnigaste månaden är juli, med i genomsnitt 113 mm nederbörd, och den torraste är december, med 13 mm nederbörd.